# Podróż apostolska Jana Pawła II na Dominikanę
Podróż apostolska Jana Pawła II na Dominikanę – 56. podróż apostolska Jana Pawła II, podczas której w dniach 9-14 października 1992 papież odwiedził Dominikanę. Podróż stanowiła uwieńczenie obchodów Pięćsetlecia Ewangelizacji Ameryki Łacińskiej.

## Przebieg pielgrzymki

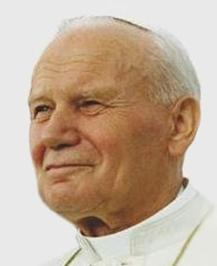
Jan Paweł II

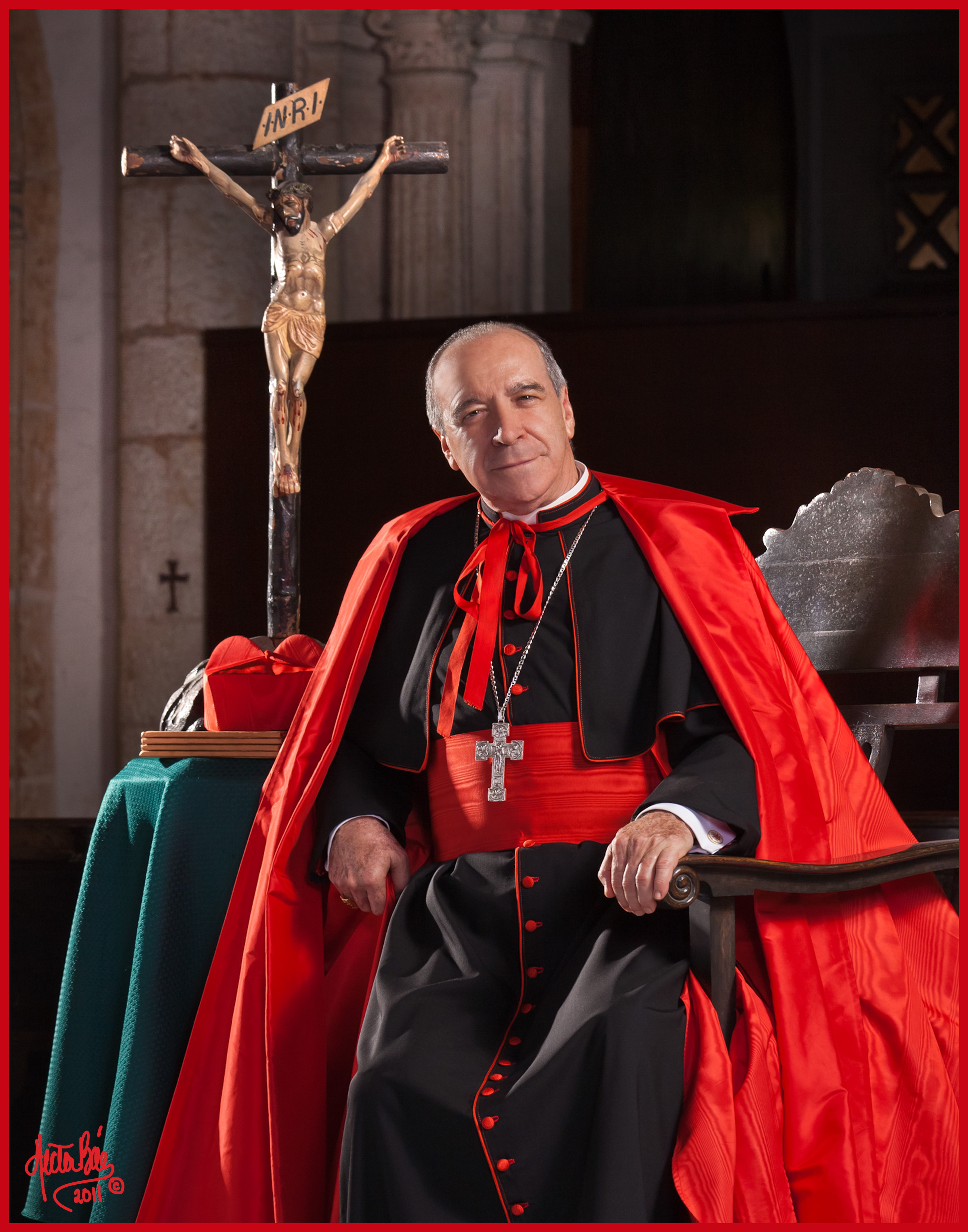
Nicolás de Jesús López Rodriguez

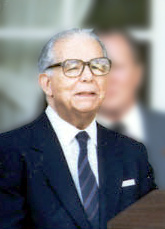
Joaquín Balaguer

### 9 października 1992 (piątek)
Krótko po godzinie 11:00 papież opuścił Watykan. Na Dziedzińcu św. Damazego żegnali go kardynałowie: Andrzej Maria Deskur, Rosalio José Castillo Lara, Virgilio Noè i Edmund Szoka. Na lotnisku Fiumicino w ceremonii pożegnania udział wzięli: kardynał Agnelo Rossi, kardynał kamerling Sebastiano Baggio, kardynał Camillo Ruini, arcybiskup Jean-Louis Tauran, jak również ambasadorowie krajów latynoamerykańskich akredytowanych przy Stolicy Apostolskiej. O godzinie 12:00 Boeing 747 Spoleto (Alitalia) z papieżem na pokładzie wystartował w kierunku Dominikany. W trakcie lotu odbyła się konferencja prasowa poświęcona tematyce ewangelizacji Ameryki Łacińskiej, kwestiom ubóstwa i przyszłości Europy. Papież przemówił też do Polaków z prośbą o modlitwę.
O godzinie 17:05 czasu dominikańskiego (22:05 w Polsce) samolot papieski wylądował na lotnisku Las Américas w Santo Domingo. Papieża witali: prezydent Joaquín Balaguer (niewidomy), kardynał Nicolás de Jesús López Rodriguez, arcybiskup Fortunato Baldelli i członkowie władz świeckich oraz kościelnych. Prezydent Dominikany wygłosił długie, improwizowane przemówienie.

### 10 października 1992 (sobota)
Około godziny 10:00 Jan Paweł II pozdrowił młodzież zebraną w ogrodach nuncjatury. Potem odbyło się prywatne spotkanie papieża z rodziną prezydenta Balaguera (25 minut). O 16:30 papież przyjechał do katedry Nuestra Señora de la Encarnación (XVI w.), gdzie odprawił mszę dla duchowieństwa diecezjalnego i zakonnego (1200 kapłanów, zakonnic i zakonników). Kolację tego dnia papież zjadł w budynku kurii metropolitalnej w towarzystwie czternastu biskupów tworzących Episkopat Dominikany.

### 11 października 1992 (niedziela)
Kulminacyjnym punktem dnia była msza z okazji pięćsetlecia ewangelizacji Ameryki Łacińskiej odprawiona u stóp pomnika Krzysztofa Kolumba i koncelebrowana przez czterdziestu kardynałów oraz 250 biskupów. We mszy uczestniczyło około 200.000 wiernych, w tym delegacje oficjalne z krajów Ameryki Łacińskiej. Papież kanonizował błogosławionego Ezechiela Moreno i wezwał do modlitwy za dwóch przeciwników obchodów rocznicy odkrycia Ameryki, którzy zostali niedawno zabici. W godzinach popołudniowych Jan Paweł II przyjął na audiencji przedstawicieli zakonu augustianów oraz delegację rządu hiszpańskiego wraz z lokalnym ambasadorem Hiszpanii, z której pochodził kanonizowany augustianin Ezechiel Moreno. 
O godzinie 18:00 doszło do spotkania z korpusem dyplomatycznym akredytowanym w Dominikanie, a potem papież przejechał na przedmieścia Santo Domingo, gdzie zainaugurował międzynarodowe seminarium misyjne Redemptoris Mater (neokatechumenat). Ta wizyta nie była przewidziana w oficjalnym programie pielgrzymki.

### 12 października 1992 (poniedziałek)
Przed godziną 8:00 papież wyjechał na stadion olimpijski żegnany śpiewem Crusillos de Cristianidad i odleciał stamtąd helikopterem do Salvaleón de Higüey, gdzie zlokalizowane jest sanktuarium maryjne z wizerunkiem Matki Bożej z czasów odkrycia Ameryki. Jan Paweł II dokonał powtórnej koronacji obrazu (pierwszy raz uczynił to Pius XI 25 stycznia 1979). Przed sanktuarium papież odprawił mszę świętą z udziałem około 50.000 wiernych, w tym Kubańczyków i Portorykańczyków. Mszę uświetniał pięćsetosobowy chór w kostiumach układających się w barwy narodowe Dominikany. Jan Paweł II poprosił o modlitwę za Kubę. Zawierzył też Dominikanę Matce Bożej.
Po mszy papież wrócił helikopterem do Santo Domingo. O godzinie 17:00 przejechał samochodem do domu rekolekcyjnego św. Pawła, gdzie otworzył obrady IV Konferencji Ogólnej Episkopatu Ameryki Łacińskiej (500 osób, w tym 250 biskupów). Papieża powitali kardynałowie Angelo Sodano oraz Nicolás de Jesús López Rodriguez. Ojciec Święty wygłosił tu 80-minutowe przemówienie. Wieczorem uczestnicy wspólnie zjedli kolację w Wyższym Seminarium Duchownym.

### 13 października 1992 (wtorek)
Rano papież odprawił mszę w Arcybiskupim Seminarium Duchownym w Santo Domingo i odwiedził szpital pediatryczny Robert Reid Cabral, w którym przebywało wówczas około 350 dzieci, w tym 80 nosicieli wirusa HIV. Jan Paweł II przekazał jednostce 100.000 dolarów na potrzeby lecznictwa. W nuncjaturze spotkał się z delegacją katolickiego uniwersytetu z Santiago de los Caballeros oraz przyjął grupę dominikańskich Polaków. Potem spotkał się też z przedstawicielami Indian, jak również z grupą wiernych i biskupów z Haiti. W godzinach popołudniowych Ojciec Święty uczestniczył w pracach IV Konferencji Ogólnej Episkopatu Ameryki Łacińskiej, a następnie zjadł w nuncjaturze kolację z pięcioma biskupami z Kuby. 

### 14 października 1992 (środa)
Od rana pod nuncjaturą zbierali się studenci, którzy żegnali papieża. Jan Paweł II pozdrowił młodzież o godzinie 8:00 i odjechał na lotnisko. W ceremonii pożegnania udział wzięli: prezydent Joaquín Balaguer, korpus dyplomatyczny i wszyscy biskupi dominikańscy. Samolot wystartował o godzinie 9:30. Z pokładu samolotu papież wysłał do prezydenta Balaguera telegram z podziękowaniem za przyjęcie na wyspie i przekazał błogosławieństwo apostolskie. 